# 死靈魂 (2018年紀錄片)
《死靈魂》（英語：Dead Souls），是一部2018年中國大陸導演王兵的紀錄片。入選第71屆坎城影展特別展映單元，成為王兵繼2007年《和鳳鳴》後，第二部進入坎城影展的作品。拍攝於2005年至2017年，包括對120多名勞教營倖存者的採訪。

## 劇情
該片記錄在反右運動受到迫害，被下放到甘肅省酒泉市东北约30公里巴丹吉林沙漠的夹边沟农场，所飽受酷刑煎熬後的倖存者。

## 發行
2018年該片入選第71屆坎城影展特別展映單元。在影展放映場次中，會有兩次休息時間。

## 迴響
在評論匯總網站爛番茄給出了100%新鮮度（21條評論），平均得分8.8/10。網站共識寫道：“《死靈魂》透過個人敘事挖掘政府的罪惡，在保留過去的同時揭示當前的問題。”Metacritic給出89/100的平均分（9條評論），表示“普遍好評”。

## 外部連結
- 时光网上《死靈魂》的資料（简体中文）
- 開眼電影網上《死靈魂》的資料（繁體中文）
- 爛番茄上《死靈魂》的資料（英文）
- 互联网电影数据库（IMDb）上《死靈魂》的资料（英文）